# Atac a Orleans (1918)
L'atac Orleans va ser una acció naval i aèria durant la Primera Guerra Mundial, que va tenir lloc el 21 de juliol de 1918.
Un U-boot alemany va obrir el foc sobre la ciutat estatunidenca d'Orleans (Massachusetts), i sobre diversos vaixells mercants propers. Va enfonsar un remolcador, però projectils disparats en direcció cap a la ciutat van caure sense causar danys en la platja i en un pantà proper.

## L'atac
Al matí del 21 de juliol 1918, durant l'últim any de la Primera Guerra Mundial, el submarí alemany U-156, capitanejat per Richard Feldt, va emergir a 5 km de la costa de Cape Cod, Massachusetts, i va començar a bombardejar al remolcador Perth Amboy i a les quatre gavarres que remolcava. Un grapat dels projectils disparats per les dues armes de la coberta de l'U-156 van caure a la platja de Nauset, donant a la ciutat d'Orleans la distinció de ser el primer i únic lloc dels Estats Units que va rebre foc de l'enemic durant la Primera Guerra Mundial.

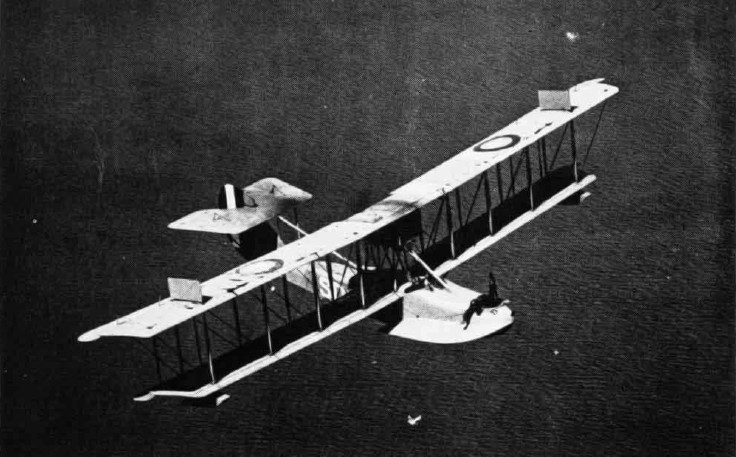
Hidroavió Curtiss HS-2L

Al Cape Cod hi havia l'United States Life-Saving Service (Servei de Salvavides dels Estats Units) i una base aèria de l'US Navy. Els salvavides, que estaven en la base 40, van enviar un surfboat sota el fort foc d'artilleria enemic i van remar en direcció dels trenta-dos mariners atrapats a bord del remolcador i les gavarres. Mentrestant van ser enviats, des de la base aèria naval de Chatham, hidrocanoes HS-1L i hidroavions R-9 per a bombardejar al submarí enemic amb càrregues útils de TNT. Va ser la primera vegada en la història que els aviadors estatunidencs van atacar una nau enemiga a l'Atlàntic occidental.
Avui en dia, una placa en la platja recorda aquest històric combat, en la que es pot llegir:

## Conseqüències
Després de l'atac, l'U-156 es va dirigir cap al nord, on va seguir atacant altres naus aliades.
Prop de la ciutat d'Orleans, es van trobar alguns obusos i cràters en la platja i en un pantà proper. La zona va patir danys menors. No hi va haver víctimes mortals.
Els efectes psicològics sobre la població d'Orleans van ser immediats. Moltes persones van començar a informar sobre que van escoltar batalles navals en la costa. Altres van parlar d'una suposada «nau nodrissa» per a l'U-156. La premsa va titular l'enfrontament com la «Batalla d'Orleans» i van oferir una recompensa pel descobriment de les bases de subministrament dels submarins en la Badia de Fundy. També es van prohibir els llums als pobles de la costa per por que els espies alemanys els aprofitessin per a comunicar-se amb els submarins.
L'atac a Orleans va ser l'única incursió de les Potències Centrals al territori continental dels Estats Units durant la Primera Guerra Mundial. També va ser la primera vegada que el territori continental dels Estats Units va ser bombardejat per l'artilleria d'una potència estrangera des del Setge de Fort Texas en 1846. El territori continental dels Estats Units seria bombardejat de nou dues vegades més en 1942 pels submarins japonesos durant la Guerra del Pacífic; aquests dos atacs són coneguts com el bombardeig de Fort Stevens (al llarg de la costa nord-est del Pacífic d'Oregon), i el bombardeig d'Ellwood (prop de Santa Barbara, Califòrnia).